# Slakaån

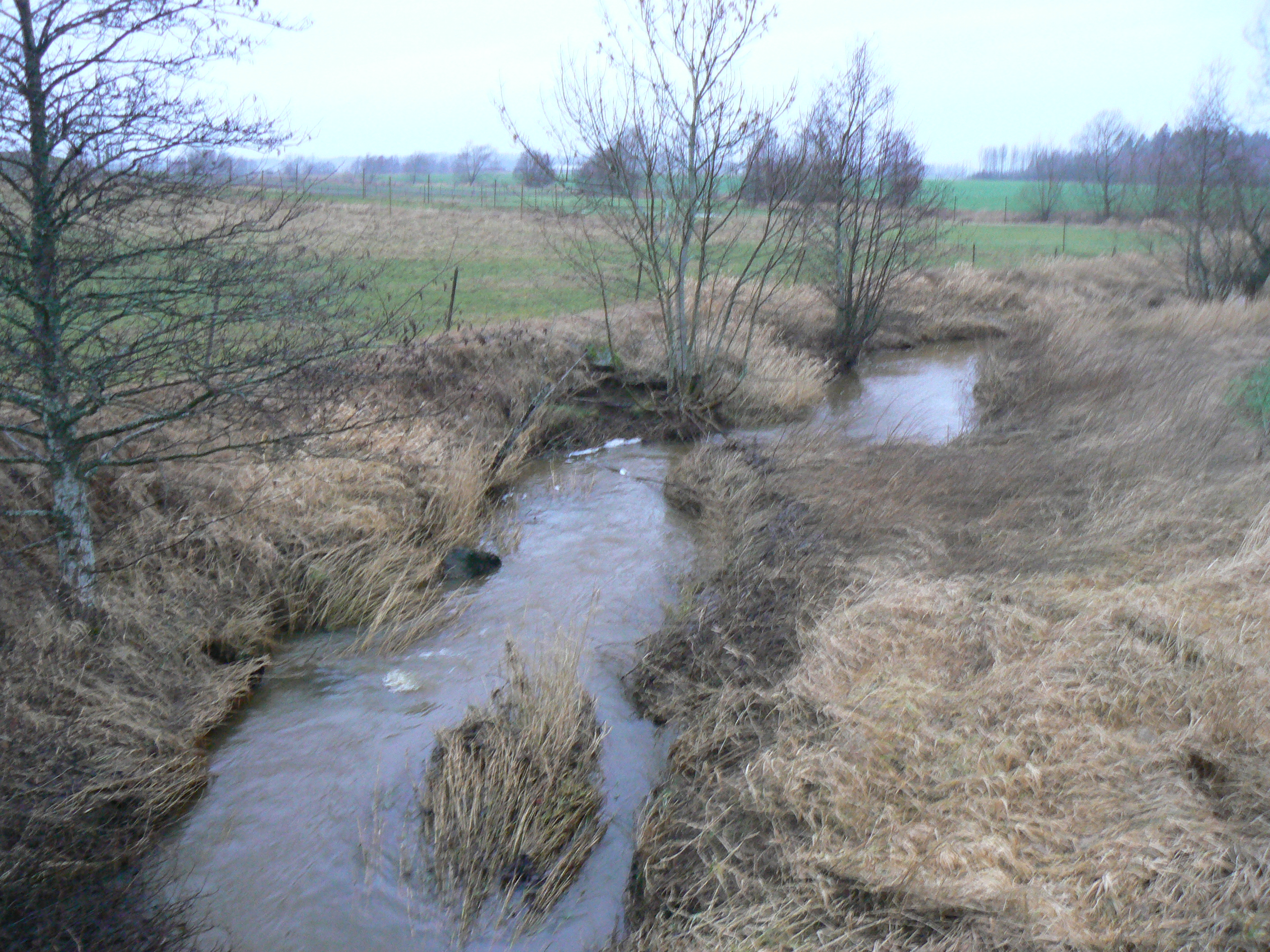
Slakaån vid Naterstad, januari 2007.

Slakaån är ett mindre vattendrag i Linköpings kommun, Sverige. Den är ett biflöde till Kapellån.
Slakaån tar sin början sydväst om Skeda udde och rinner norrut väster om Skeda och Slaka, varefter riktningen blir mer nordvästlig tills den förenas med Kapellån vid Frössle. Mellan Skeda och länsväg 636 (gamla E4) finns meanderslingor.